# Fort Collins (South Park)
A Fort Collins (Fort Collins) a South Park című amerikai animációs sorozat 273. része (a 20. évad 6. epizódja). Elsőként 2016. október  26-án sugározták az Egyesült Államokban. Magyarországon a magyar Comedy Central 2016. november 10-én mutatta be.
Az epizód kifigurázza a 2016-os nagy kibertámadást Amerika ellen, tovább folytatva az előző epizódokban megkezdett nosztalgiával, trollkodással és internetes anonimitással kapcsolatos sztoriszálakat.

## Cselekmény
|  | Alább a cselekmény részletei következnek! |

Miután sikeresen megtrollkodták Dániát, LucskosDildó és a többi troll felkeresik Geraldot, hogy együtt ünnepeljenek. Geraldnak azonban egyáltalán nem tetszik ez, főleg hogy azok már a jövőt tervezik és az amerikai elnökválasztással akarnak trollkodni - ő pedig mindig is csak poénkodni akart az egésszel és nem érdekelte soha a politika. Ezért visszautasítja LucskosDildó folyamatos barátkozási kísérleteit is.
Heidi és Cartman megjelennek Kyle házában, és megmutatják neki, hogy Heidi már egész messzire jutott Rihekopó42 identitásának kiderítésében, mielőtt levált volna az internetről. Pusztán emoji-elemzéssel rájött, hogy a troll valószínűleg az egyik szülőjük lehet. A dánok közben végre aktiválni tudják a berendezésüket és elindul a trolltár.com weboldal. Be is vetik a coloradói Fort Collins városában, ahol az összes városlakó böngészési előzményei azonnal kiderülnek. Miközben a városban eluralkodik a káosz, az egyik trollt, MLKKK-t élve elégeti az egyik áldozatának az apja.
Mikor Gerald megtudja, hogy közel lehet az ő lelepleződése is, pánikba esik, és LucskosDildó segítségét kéri, csakhogy ő nem hajlandó erre, mert vérig sértette őt. Cartman felkeresi Kyle-t, hogy elérje, hogy kérjen bocsánatot azért, mert legutóbb nem nevezte viccesnek Heidit. Kyle azonban emlékezteti arra Cartmant, hogy ha aktiválják a Trolltárat, akkor Heidi is rájöhet piszkos dolgokra a múltjából - például hogy a Szellemirtók női remake-jét borzalmasnak találta. Ezért Cartman inkább hazudik arról Heidinak, hogy ki írta a negatív kommentet, de megretten, amikor rájön, hogy ez is kiderülhet.
Ezalatt Randy és Mr. Garrison megpróbálják elpusztítani a memóbogyókat, sikertelenül. Randy ezért azt javasolja, hogy szóljon még egyszer utoljára őszintén, szívéből a választóihoz - ha nem teszi, minden változatlan marad, és ha ő nem is indul, J.J. Abrams a helyére tesz egy másik jelöltet. Miközben Garrison megtartja őszinte beszédét (arról, hogy szavazzanak ellene, hadd lássa az egész világ, hogy az amerikaiak szerint se volt olyan jó az új Star Wars), a memóbogyók megszöknek és egyikük megfertőzi Caitlyn Jennert. Ezalatt Hillary Clintont felkeresik a tanácsadói és közlik vele, hogy le kell állítani a Trolltárat, mielőtt nagy baj lesz, és ebben csak Rihekopó42 tud segíteni.

## Fordítás
Ez a szócikk részben vagy egészben  a   Fort Collins (South Park) című angol Wikipédia-szócikk ezen változatának fordításán alapul.  Az eredeti cikk szerkesztőit annak laptörténete sorolja fel. Ez a jelzés csupán a megfogalmazás eredetét és a szerzői jogokat jelzi, nem szolgál a cikkben szereplő információk forrásmegjelöléseként.